# Mocedades 1
Mocedades 1, oficialmente titulado Mocedades y también conocido como Pange Lingua es el primer álbum grabado en 1969 por el grupo vocal español Mocedades. En él participan los 8 miembros de la formación original de Voces y guitarras sin Javier Garay. Es un álbum con música eminentemente folk y espirituales, género con el que arrancaron su andadura en la música y que fue cambiando con el tiempo.
El primer sencillo que se publicó de este álbum fue "Pange lingua", canción basada en un texto litúrgico con música de Juan Carlos Calderón, fue muy criticada por la Iglesia católica, pero que a pesar de todo salió adelante.
El resto de temas alternan espirituales en inglés con canciones tradicionales en español y algunas de nueva composición pertenecientes a Juan Carlos Calderón.

## Canciones
1. "Pange lingua" - 3:27
2. "Juliette" - 3:00
3. "La guerra cruel" - 2:40
4. "Jimmy Brown" - 3:50
5. "Swing low, sweet chariot" - 2:00
6. "El arriero" - 3:30
7. "El agua no tiene color" - 2:45
8. "Take my hand, precious Lord" - 3:04
9. "Áridos campos" - 2:46
10. "I want to be ready" - 2:43
11. "Donna Donna" - 3:06
12. "Miss Katy cruel" - 2:32

- Datos: Q6019909